# Enrico Nigiotti (album)
Enrico Nigiotti è il primo album in studio del cantautore italiano Enrico Nigiotti, pubblicato il 26 marzo 2010.
Il 22 dicembre 2014 ne è stata pubblicata l'edizione deluxe.

## Descrizione
L'album è stato pubblicato durante la partecipazione del cantautore alla nona edizione del talent show Amici di Maria De Filippi, infatti tre dei brani contenuti in esso sono stati presentati nel corso del programma e inseriti anche nelle compilation Sfida e 9.

## Tracce
Testi e musiche di Enrico Nigiotti, eccetto dove indicato.
1. Libera nel mondo – 4:07 (Francesco Tricarico)
2. Una cosa seria – 3:33
3. Mostrami il tuo amore – 4:22 (Gianluca Grignani)
4. Tu non farlo – 3:04
5. Ora basta – 3:42
6. Addio – 4:05
7. Tu incantevole – 4:12

Edizione deluxe
1. Un grande amore – 3:38
2. Non piangere – 4:43

## Formazione
- Enrico Nigiotti - voce, chitarra, chitarra acustica, chitarra elettrica
- Cesare Chiodo - basso
- Mario Guarini - basso
- Kaveh Rastegar - basso
- Pino Saracini - basso
- Andrea Fontana - batteria
- Alfredo Golino - batteria
- Luca Trolli - batteria
- Michael Urbano - batteria
- Davide Aru - chitarra
- Alessandro De Crescenzo - chitarra
- Davide Tagliapietra - chitarra
- Corrado Rustici - chitarra, tastiere
- Samuele Dessì - chitarra acustica, chitarra elettrica
- Daniel Vuletic - chitarra acustica, chitarra elettrica, pianoforte, tastiere
- Giuseppe Vessicchio - tastiere
- Leonardo Di Angilla - percussioni